# Thorius aureus
Espèce
Statut de conservation UICN

 CR B1ab(iii,v) : 
En danger critique
Thorius aureus est une espèce d'urodèles de la famille des Plethodontidae.

## Répartition
Cette espèce est endémique de l'État d'Oaxaca au Mexique. Elle se rencontre de 2 475 à 3 000 m d'altitude sur le Cerro Pelón dans la Sierra Juárez.

## Étymologie
Le nom spécifique aureus vient du latin aureus, « doré », en référence à la ligne dorsale dorée caractéristique de cette espèce.

## Publication originale
- Hanken & Wake, 1994 : Five new species of minute salamanders, genus Thorius (Caudata: Plethodontidae), from northern Oaxaca, Mexico. Copeia, vol. 1994, no 3, p. 573-590.